# 1.ª etapa do Giro d'Italia de 2020
A 1.ª etapa do Giro d'Italia de 2020 desenvolveu-se a 3 de outubro de 2020 com uma contrarrelógio individual entre Monreale e Palermo sobre um percurso de 15,1 km e foi vencida pelo italiano Filippo Ganna da equipa Ineos Grenadiers que se converteu no primeiro líder da corrida.

## Classificação da etapa
| \| Classificação por etapas \| Classificação por etapas \| Classificação por etapas \| Classificação por etapas \| Classificação por etapas \| \| Ciclista \| Ciclista \| Equipe \| Tempo \| \| \| ------------------------ \| ------------------------ \| ------------------------ \| ------------------------ \| ------------------------ \| \| 1. \| Filippo Ganna \| Ineos Grenadiers \| 15m24s \| \| \| 2. \| João Almeida \| Deceuninck-Quick Step \| + 22s \| \| \| 3. \| Mikkel Bjerg \| UAE Team Emirates \| + 22s \| \| \| 4. \| Geraint Thomas \| Ineos Grenadiers \| + 23s \| \| \| 5. \| Tobias Foss \| Jumbo-Visma \| + 31s \| \| \| 6. \| Josef Černý \| CCC Team \| + 36s \| \| \| 7. \| Matteo Sobrero \| NTT Pro Cycling \| + 40s \| \| \| 8. \| Lawson Craddock \| EF Pro Cycling \| + 41s \| \| \| 9. \| Miles Scotson \| Groupama-FDJ \| + 42s \| \| \| 10. \| Matthias Brändle \| Israel Start-Up Nation \| + 42s \| \| |                  |                        |        |
| |                  |                        |        |
| Fonte: ProCyclingStats |                  |                        |        |
| Classificação por etapas |                  |                        |        |
| Ciclista | Ciclista         | Equipe                 | Tempo  |
| 1. | Filippo Ganna    | Ineos Grenadiers       | 15m24s |
| 2. | João Almeida     | Deceuninck-Quick Step  | + 22s  |
| 3. | Mikkel Bjerg     | UAE Team Emirates      | + 22s  |
| 4. | Geraint Thomas   | Ineos Grenadiers       | + 23s  |
| 5. | Tobias Foss      | Jumbo-Visma            | + 31s  |
| 6. | Josef Černý      | CCC Team               | + 36s  |
| 7. | Matteo Sobrero   | NTT Pro Cycling        | + 40s  |
| 8. | Lawson Craddock  | EF Pro Cycling         | + 41s  |
| 9. | Miles Scotson    | Groupama-FDJ           | + 42s  |
| 10. | Matthias Brändle | Israel Start-Up Nation | + 42s  |

## Classificações ao final da etapa

### Classificação geral(Maglia Rosa)
| \| Classificação geral \| Classificação geral \| Classificação geral \| Classificação geral \| Classificação geral \| \| Ciclista \| Ciclista \| Equipe \| Tempo \| \| \| ------------------- \| ------------------- \| ---------------------- \| ------------------- \| ------------------- \| \| 1. \| Filippo Ganna \| Ineos Grenadiers \| 15m24s \| \| \| 2. \| João Almeida \| Deceuninck-Quick Step \| + 22s \| \| \| 3. \| Mikkel Bjerg \| UAE Team Emirates \| + 22s \| \| \| 4. \| Geraint Thomas \| Ineos Grenadiers \| + 23s \| \| \| 5. \| Tobias Foss \| Jumbo-Visma \| + 31s \| \| \| 6. \| Josef Černý \| CCC Team \| + 36s \| \| \| 7. \| Matteo Sobrero \| NTT Pro Cycling \| + 40s \| \| \| 8. \| Lawson Craddock \| EF Pro Cycling \| + 41s \| \| \| 9. \| Miles Scotson \| Groupama-FDJ \| + 42s \| \| \| 10. \| Matthias Brändle \| Israel Start-Up Nation \| + 42s \| \| |                  |                        |        |
| |                  |                        |        |
| Fonte: ProCyclingStats |                  |                        |        |
| Classificação geral |                  |                        |        |
| Ciclista | Ciclista         | Equipe                 | Tempo  |
| 1. | Filippo Ganna    | Ineos Grenadiers       | 15m24s |
| 2. | João Almeida     | Deceuninck-Quick Step  | + 22s  |
| 3. | Mikkel Bjerg     | UAE Team Emirates      | + 22s  |
| 4. | Geraint Thomas   | Ineos Grenadiers       | + 23s  |
| 5. | Tobias Foss      | Jumbo-Visma            | + 31s  |
| 6. | Josef Černý      | CCC Team               | + 36s  |
| 7. | Matteo Sobrero   | NTT Pro Cycling        | + 40s  |
| 8. | Lawson Craddock  | EF Pro Cycling         | + 41s  |
| 9. | Miles Scotson    | Groupama-FDJ           | + 42s  |
| 10. | Matthias Brändle | Israel Start-Up Nation | + 42s  |

### Classificação por pontos(Maglia Ciclamino)
| Classificação por pontos | Classificação por pontos | Classificação por pontos | Classificação por pontos | Classificação por pontos |
| Ciclista                 | Ciclista                 | Equipe                   | Pontos                   |                          |
| ------------------------ | ------------------------ | ------------------------ | ------------------------ | ------------------------ |
| 1.                       | Filippo Ganna            | Ineos Grenadiers         | 15 pts                   |                          |
| 2.                       | João Almeida             | Deceuninck-Quick Step    | 12 pts                   |                          |
| 3.                       | Mikkel Bjerg             | UAE Team Emirates        | 9 pts                    |                          |
| 4.                       | Geraint Thomas           | Ineos Grenadiers         | 7 pts                    |                          |
| 5.                       | Tobias Foss              | Jumbo-Visma              | 6 pts                    |                          |
| 6.                       | Josef Černý              | CCC Team                 | 5 pts                    |                          |
| 7.                       | Matteo Sobrero           | NTT Pro Cycling          | 4 pts                    |                          |
| 8.                       | Lawson Craddock          | EF Pro Cycling           | 3 pts                    |                          |
| 9.                       | Miles Scotson            | Groupama-FDJ             | 2 pts                    |                          |
| 10.                      | Matthias Brändle         | Israel Start-Up Nation   | 1 pt                     |                          |

### Classificação da montanha(Maglia Azzurra)
| Classificação da montanha | Classificação da montanha | Classificação da montanha | Classificação da montanha | Classificação da montanha |
| Ciclista                  | Ciclista                  | Equipe                    | Pontos                    |                           |
| ------------------------- | ------------------------- | ------------------------- | ------------------------- | ------------------------- |
| 1.                        | Rick Zabel                | Israel Start-Up Nation    | 3 pts                     |                           |
| 2.                        | Peter Sagan               | Bora-Hansgrohe            | 2 pts                     |                           |
| 3.                        | Davide Ballerini          | Deceuninck-Quick Step     | 1 pt                      |                           |

### Classificação dos jovens(Maglia Bianca)
| Classificação dos jovens | Classificação dos jovens | Classificação dos jovens | Classificação dos jovens | Classificação dos jovens |
| Ciclista                 | Ciclista                 | Equipe                   | Tempo                    |                          |
| ------------------------ | ------------------------ | ------------------------ | ------------------------ | ------------------------ |
| 1.                       | Filippo Ganna            | Ineos Grenadiers         | 15m24s                   |                          |
| 2.                       | João Almeida             | Deceuninck-Quick Step    | + 22s                    |                          |
| 3.                       | Mikkel Bjerg             | UAE Team Emirates        | + 22s                    |                          |
| 4.                       | Tobias Foss              | Jumbo-Visma              | + 31s                    |                          |
| 5.                       | Matteo Sobrero           | NTT Pro Cycling          | + 40s                    |                          |
| 6.                       | Chris Hamilton           | Team Sunweb              | + 55s                    |                          |
| 7.                       | Brandon McNulty          | UAE Team Emirates        | + 59s                    |                          |
| 8.                       | Ben O'Connor             | NTT Pro Cycling          | + 1m00s                  |                          |
| 9.                       | James Whelan             | EF Pro Cycling           | + 1m06s                  |                          |
| 10.                      | Sean Bennett             | EF Pro Cycling           | + 1m06s                  |                          |

### Classificação por equipas"Super team"
| Classificação por equipes | Classificação por equipes | Classificação por equipes | Classificação por equipes |
| Equipe                    | Equipe                    | Tempo                     |                           |
| ------------------------- | ------------------------- | ------------------------- | ------------------------- |
| 1.                        | Ineos Grenadiers          | 47m23s                    |                           |
| 2.                        | Jumbo-Visma               | + 1m05s                   |                           |
| 3.                        | Deceuninck-Quick Step     | + 1m08s                   |                           |
| 4.                        | Team Sunweb               | + 1m16s                   |                           |
| 5.                        | UAE Team Emirates         | + 1m19s                   |                           |
| 6.                        | EF Pro Cycling            | + 1m25s                   |                           |
| 7.                        | NTT Pro Cycling           | + 1m36s                   |                           |
| 8.                        | Mitchelton-Scott          | + 1m40s                   |                           |
| 9.                        | CCC Team                  | + 1m41s                   |                           |
| 10.                       | Bahrain McLaren           | + 2m07s                   |                           |

## Abandonos
- Miguel Ángel López depois de uma queda durante a etapa.[1]
- Luca Covili por fora de controle.[2]